# Pier Larrauri
Pour les articles homonymes, voir Larrauri et Conroy (homonymie).
Pier Antonio Larrauri Conroy, né à Sienne le 26 mars 1994, est un footballeur italo-péruvien jouant au poste de milieu offensif.

## Biographie
Grand espoir du football péruvien, Pier Larrauri intègre notamment les centres de formation du Bayern Munich et du Leicester City, au point d'être appelé le « Messi péruvien ». Il fait ses débuts professionnels au sein du CF Pachuca lors d'un match de Coupe du Mexique contre le Correcaminos UAT en 2013.
Revenu au Pérou, il s'enrôle au Sporting Cristal. Il est sacré champion du Pérou avec ce club en 2014,. Après des passages au Cienciano del Cusco en 2015, puis à l'Alianza Lima entre 2015 et 2016, il signe au Deportivo Municipal en 2017. Au sein de ce dernier club, il joue ses premières compétitions internationales : la Copa Libertadores 2017 (deux matchs et un but inscrit), suivie de la Copa Sudamericana 2019 (deux matchs aussi).
Larrauri revient au Cienciano del Cusco en 2020 et continue sa carrière au Sport Boys (2021) puis au Deportivo Binacional (2022). Il fait une pige au CD FAS du Salvador en 2022, puis rentre au Pérou en 2023 afin de jouer d'abord à l'Academia Cantolao puis au CD Coopsol en 2e division péruvienne.
Il décide de poursuivre sa carrière en Roumanie en signant en septembre 2023 pour le Ceahlăul Piatra Neamț, club de 2e division roumaine.

## Palmarès
Sporting Cristal
- Championnat du Pérou (1) :
  - Champion : 2014.